# Madeira (Wein)

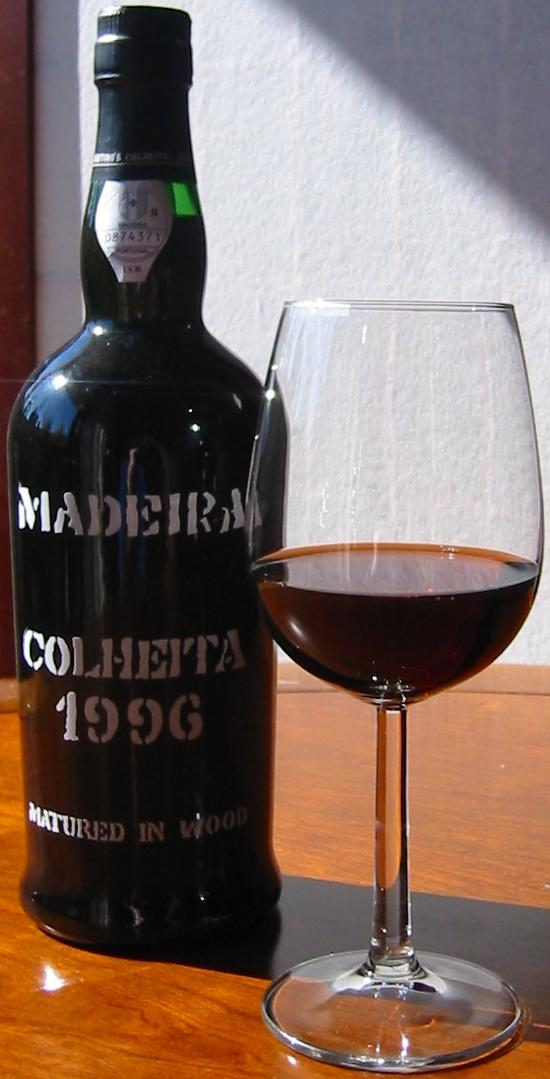
Justino Henriques, Madeira, Colheita 1996

Madeira ist eine geschützte Herkunftsbezeichnung (DOP) für den Likörwein von der zu Portugal zählenden Insel Madeira. Es handelt sich hierbei um einen aufgespriteten, d. h. mit Branntwein angereicherten Wein. Der Alkoholgehalt liegt je nach Sorte zwischen 17 und 22 Vol.-%. Madeira ist ein teiloxidierter Wein. Andere, unerwünscht oxidierte Weine werden deshalb häufig als „madeirisiert“ bezeichnet.

## Entstehung

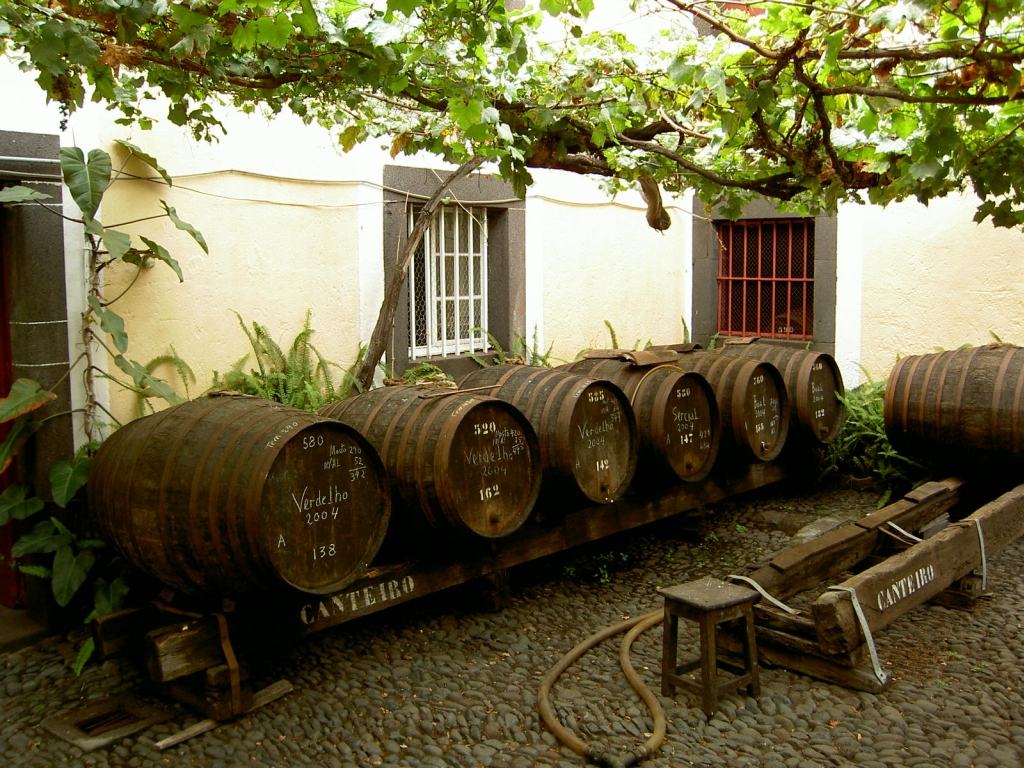
Lagerung von gärendem Madeira im Hof einer Adega (Weinkeller)

Der Madeirawein entstand angeblich zufällig. Nachdem der Gärprozess ähnlich wie beim Portwein der besseren Haltbarkeit wegen mit 96 Vol.-%. reinem Alkohol abgebrochen wurde, berichteten Seeleute, dass der Wein nach dem Transport durch die Tropen den Geschmack zum Positiven änderte. Dieser Transport wurde fortan gezielt durchgeführt. Ausgewählte Weine in relativ kleinen Fässern machten die Torna viagem, die Schiffsreise in die portugiesischen Überseeprovinzen durch, wodurch der Reifungsprozess, die sogenannte Madeirisierung, besonders unterstützt wurde. Die Schiffsreise wurde später (bis heute) durch drei- bis fünfmonatige Lagerung bei 45 °C bis 75 °C ersetzt (zum Beispiel direkt unter Wellblechdächern oder künstlich erzeugt).

## Wirtschaftliche Bedeutung
Der Madeirawein war lange, zusammen mit dem Portwein, von großer wirtschaftlicher Bedeutung. So galt er jahrhundertelang als beliebtester Wein im gesamten Britischen Weltreich, und der Kongress stieß nach der Verabschiedung der Unabhängigkeitserklärung der Vereinigten Staaten am 4. Juli 1776 mit Madeirawein auf die Unabhängigkeit der USA an, wo der Wein noch lange äußerst beliebt war.
Zwischenzeitlich war der Absatz des Madeiraweins jahrelang rückläufig. Wurden 1979 noch 5.060.575 Liter verkauft, waren es im Jahr 2000 4.017.646 Liter und 2014 gar nur noch 3.372.160 Liter. Mittlerweile nimmt der Verkauf seit einiger Zeit wieder etwas zu.

## Rebsorten
Früher galten nach den Regeln des Instituto Do Vinho Da Madeira (Weininstitut von Madeira) folgende vier Rebsorten als „edel“, die gleichzeitig jede für einen bestimmten Stil (und Süßegrad) stehen und deshalb den höchsten Bekanntheitsgrad aufweisen: Sercial, Verdelho, Boal (in acht Varianten) und Malvasia.
Inzwischen ist nach den neuen Regeln des IVBAM aber eine Unterscheidung in „zugelassene“ und „empfohlene“ Rebsorten gebräuchlich.
Die zugelassenen Rebsorten sind dabei:
| Caracol                     | Weiß |
| Carão-de-Moça               | Weiß |
| Complexa                    | Rot  |
| Deliciosa                   | Rot  |
| Listrão                     | Rosé |
| Malvasia Branca de S. Jorge | Weiß |
| Moscatel Graúdo             | Weiß |
| Rio-Grande                  | Weiß |
| Triunfo                     | Rot  |
| Valveirinho                 | Weiß |

Die empfohlenen Rebsorten sind:
| Bastardo                                                                                      | Rot  |
| Folgasão (Terrantez)                                                                          | Weiß |
| Boal (Bagudo, Barreiro, Boal de Alicante, Bonifácio, Carrasquenho, Cachudo, Espinho, Ratinho) | Weiß |
| Malvasia-Cândida                                                                              | Weiß |
| Malvasia-Cândida Roxa                                                                         | Rosé |
| Malvasia-Fina                                                                                 | Weiß |
| Sercial                                                                                       | Weiß |
| Tinta                                                                                         | Rot  |
| Tinta Negra                                                                                   | Rot  |
| Verdelho                                                                                      | Weiß |
| Verdelho-Tinto                                                                                | Rot  |

### Sercial – säurebetont und trocken
Sercial ist die englische Bezeichnung für das portugiesische Cerceal. Nach dem Ausbruch der Reblausplage wurde Sercial lange Zeit nicht mehr angebaut, aber langsam steigt die Zahl der Reben wieder. Die spätreifende, weiße Rebe erzeugt die besten Weine in etwas höheren Lagen. Jung ist der Wein aufgrund seiner Säure kaum trinkbar, er benötigt deshalb eine lange Reifezeit (20 Jahre +). Einfacher Sercial wird gerne als Mixgetränk getrunken, zum Beispiel mit ⅓ Campari. Den besseren Sercial trinkt man aber pur, zum Beispiel als Aperitif oder auch nach dem Champagner. Typische Aromen sind: (jung) Orange, Limone, flüchtige Säure, (älter) Nuss, Terpentinnoten, alter Riesling.

### Verdelho – halbtrocken
Verdelho ist ebenfalls eine weiße, verhältnismäßig schwierig zu kultivierende Rebe. Der Madeira liegt geschmacklich ungefähr zwischen Sercial und Bual. Er wird seit den 1980er Jahren wieder verstärkt angepflanzt. Verdelho ist die Hauptrebsorte des in den USA sehr populären „Rainwater Madeira“ der der Legende nach entstanden ist, als eine Ladung Fässer an einem Strand in Georgia bei starkem Regen verdünnt wurden. Entsprechend leicht ist diese Variante des Madeira. Der Geschmack des Verdelho ist runder als der des Sercial. Die Aromen tendieren mehr in Richtung Trockenfrüchte, Honig, Kaffee und Schokolade.

### Bual – halbsüß
Bual ist die englische Bezeichnung des portugiesischen Begriffs Boal, der Madeira-Weine eines halbsüßen Stils beschreibt. Er fasst eine Reihe verschiedener weißer Rebsorten zusammen, die teilweise auch als Tafeltraube beliebt sind, wie zum Beispiel Boal Cachudo, Boal Bagudo, Boal Bonifácio (auch bekannt als Vital oder Malvasia Corada), Boal Barreiro, Boal Carrasquenho, Boal de Alicante, Boal Espinho und Boal Ratinho. Bual ist sehr aromatisch. Die besten Weine haben eine herrliche Balance zwischen Süße und Säure. Die Aromen werden mit zunehmendem Alter immer dunkler und vielfältiger: Limone, Karamell, Kaffee, Orangenschale, Aprikose, Trockenfrüchte.

### Malmsey – süß und üppig

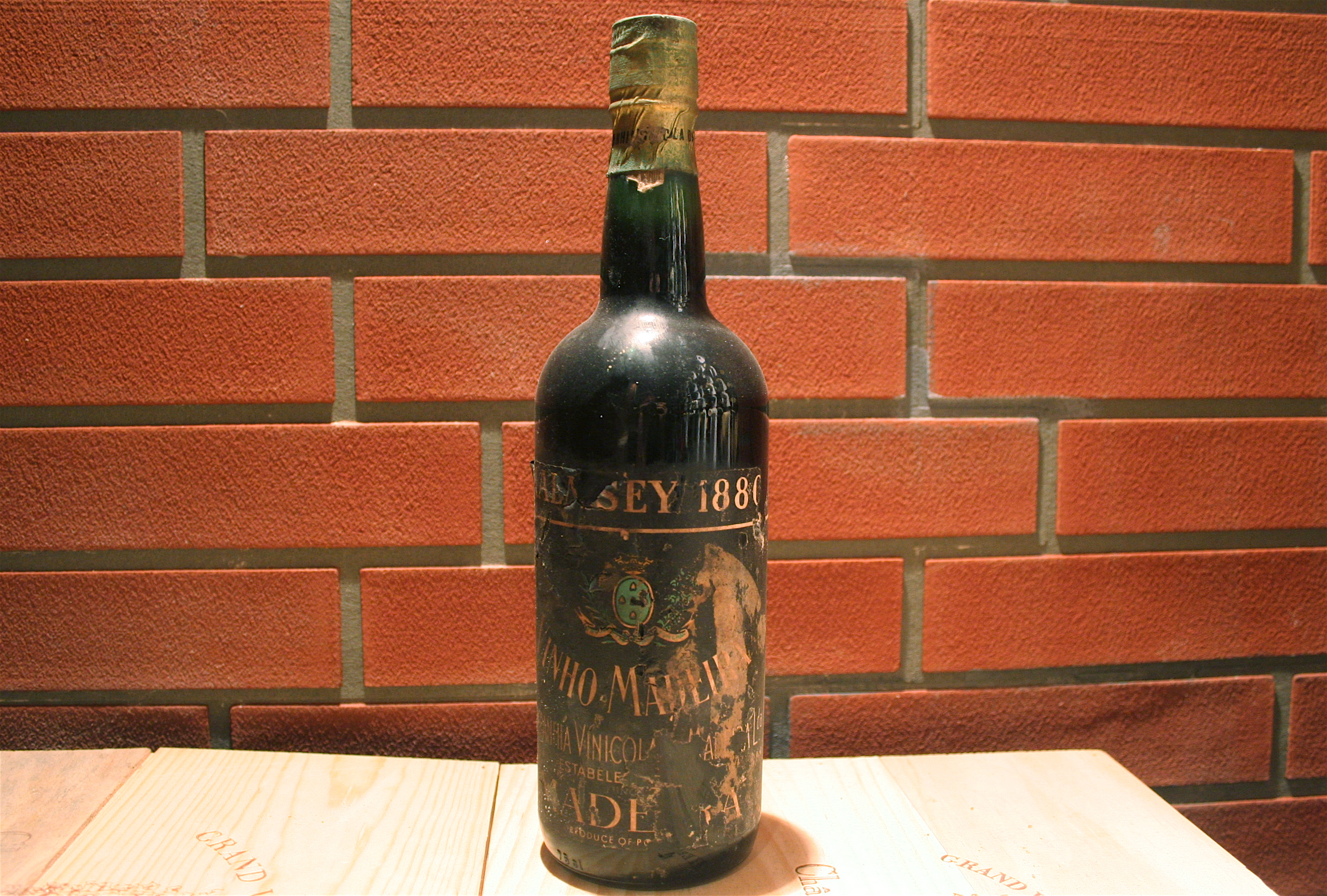
1880er Malmsey

Malmsey ist der englische Ausdruck für die portugiesische Malvasia, eine weiße Rebsorte, die sehr süße und vermutlich die berühmtesten Madeiras hervorbringt. Sie stammt ursprünglich aus Griechenland und ist eine wegen ihrer Süße beliebte Tafeltraube. Schnellreifend, aber lange am Stock haltbar, wird sie in den niedrigsten Lagen der Insel angebaut. Der Wein ist im Alter eine Spur heller als Bual. Aromen: Toffee, Vanille, Marmelade, bis hin zu Hustensaft.

### Tinta Negra Mole
Tinta Negra Mole ist eine als weniger edel eingestufte, aber empfohlene rote Rebe. Auch bekannt als „die schwarze Samtige“, aus der mehr als die Hälfte des Weines von Madeira erzeugt wird. Weine aus dieser vielseitigen Rebsorte werden unter folgenden Geschmacksbezeichnungen in Anlehnung an die klassischen Stile der „Edlen“ vermarktet:
- dry (trocken)
- medium-dry (halbtrocken)
- medium-sweet (halbsüß)
- sweet (süß)

Die Tinta kann bis zu einem gewissen Grad die Geschmacksrichtung der edleren Sorte imitieren.
Letztere Rebsorte ist verantwortlich für den Qualitäts- und Imageverlust des Madeira im 19. und 20. Jahrhundert, der fortan häufig nur noch als einfacher Kochwein bekannt war. Dennoch ist die Tinta keine per se „schlechte“ Sorte. Sie kann durchaus annehmbare Qualitäten erzeugen.
Selten zu finden, aber ebenfalls zugelassen, sind die Rebsorten Terrantez und Bastardo. Beide erreichen höchste Qualitäten.

### Terrantez
Terrantez wird meist als eher halbtrockener Wein ausgebaut, vergleichbar als Zwischenstufe zu Verdelho und Bual. Sie gilt als (kleine) Fünfte der edlen Rebsorten. 
Es handelt sich dabei um eine weiße Sorte, die in den 70er bis 90er Jahren als beinahe ausgestorben galt. Mittlerweile werden wieder ca. vier Hektar Rebfläche mit dieser Rebsorte kultiviert, Tendenz aufgrund staatlicher Förderungsprogramme seit 2016 steigend. 
Auf dem deutschen Markt sind die bekanntesten Produzenten dieser Rebsorte die Bodega Blandy‘s und Vinhos Barbeito. Aromatisch verhält sich der Wein etwas würziger, kräutriger und vollmundiger als der Verdelho.

### Bastardo
Bastardo ist eine eher leichte rote Rebsorte, welche identisch mit der französischen Variation Trousseau ist, die ursprünglich aus dem Jura stammt. Sie findet auch Verwendung in der Vinifizierung zum Portwein. Sie wird heute nur noch in geringen Mengen angebaut, unter anderem als Stillwein der Bodega Vinhos Barbeito. 
Außerdem wird in geringen Mengen Moscatel angebaut.

## Reifung

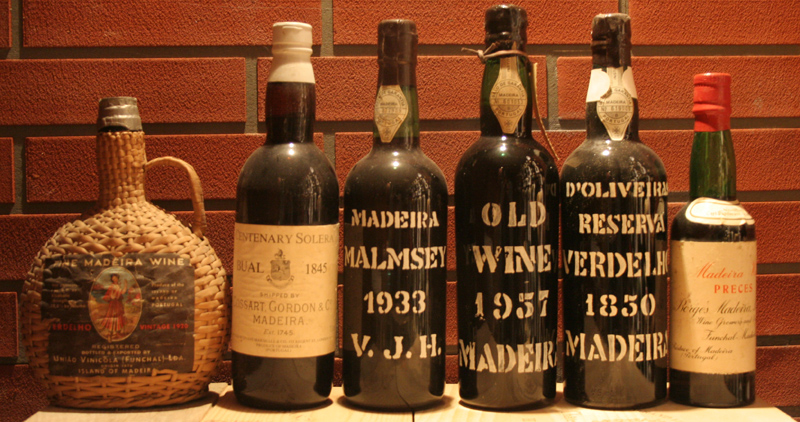
Einige typische Madeiraflaschen

Es gibt im Wesentlichen zwei Herstellungsarten:
- Die klassische, mindestens zwei Jahre dauernde Canteiro-Methode, bei der der aufgespritete Jungmadeira im Holzfass unter dem Dach der Adega auf natürliche Art und Weise dem karamellisierenden Effekt der Hitze ausgesetzt wird, ist heute aus wirtschaftlichen Gründen sehr selten geworden. Der Volumenverlust von rund drei Prozent pro Jahr im Holzfass führt über die oft jahrzehntelange Reifelagerung zu erheblichen Kosten gegenüber der schnellen, verlustfreien Erhitzung im Betontank der großen Erzeuger. Die Canteiro-Weine dürfen frühestens nach drei Jahren in den Handel kommen, gerechnet ab dem 1. Januar des auf die Weinlese folgenden Jahres.

Eine der letzten echten Canteiro Adegas ist ABSL, Artur de Barros e Sousa Ltd in Funchal.
Die Lagerung bzw. der Ausbau erfolgt in Eichenholzfässern. Jahrgangsweine werden nur selten produziert. Die meisten Weine werden verschnitten.
- Die mindestens dreimonatige Estufagem-Methode, bei der Wein in Edelstahlbehältern durch ein spiralförmiges Röhrensystem auf 45 bis 50 °C erhitzt wird. Danach erhält der Wein eine dreimonatige Ruhepause (Estágio). Die Weine dürfen niemals vor dem 31. Oktober des zweiten Jahres nach der Weinlese in Flaschen abgefüllt und in den Handel gebracht werden.

## Differenzierung der Cuvées

### Nach Angabe des Alters
Seleccionado
mindestens drei Jahre, aber maximal fünf Jahre alt
Rainwater
maximal fünf Jahre alt, leicht, als Aperitif gedacht
Three Years old Reserve (Fine)
in der Regel aus Tinta Negra Mole, mindestens drei Jahre alt
Five Years old Reserve
Maximal 15 % Tinta, die restlichen Sorten müssen auf dem Etikett genannt werden. Der jüngste Wein ist mindestens fünf Jahre alt. Weniger als zehn Jahre alter Wein.
Alvada
eine Neuschöpfung der letzten Jahre (mindestens fünfjähriger Verschnitt, der in 0,5-l-Flaschen vertrieben wird)
Ten Years old Reserve (Special Reserve oder Reserva Velha)
Der jüngste Wein ist mindestens zehn Jahre alt.
Fifteen Years Old Reserve (Extra Reserve)
ursprünglich nicht erlaubt, wird heute manchmal ein mindestens 15-jähriger Blend zu besonderen Anlässen abgefüllt
Twenty Years Old Reserve
zwanzig oder mehr Jahre, aber weniger als dreißig Jahre, wird ebenfalls seit einigen Jahren vermarktet
Thirty Years Old Reserve
dreißig oder mehr Jahre, aber weniger als vierzig Jahre
Over Forty Years Old Reserve
mehr als vierzig Jahre alter Wein

### Nach Angabe des Jahrgangs

Spanische Fälschung

Solera
Eine Besonderheit, die sonst nur noch bei der Herstellung von Sherry oder Málaga-Wein üblich ist. Eine Solera ist ein System von Fässern, aus dem ursprünglich ein Zehntel abgefüllt und verkauft und dann mit jungen Weinen aufgefüllt wurde. Diese jüngeren Weine nahmen dann schnell den Geschmack des älteren Weines an. Nach 9 Neuauffüllungen wurde die Solera geschlossen (womit ca. 1/3 des Originalweines erhalten bleibt). Die moderneren Soleras werden allerdings oft unbegrenzt, oder zumindest länger weiter betrieben.
Eine Soleraflasche trägt den Jahrgang, an dem die Solera angelegt wurde. Ein 1852er Solera, die nicht geschlossen wurde, enthält deshalb zwar durchaus alten Wein unterschiedlicher Jahrgänge, aber u. U. nur noch wenig aus dem Jahr 1852. Das EU-Weinsystem verbietet deshalb Soleras, was dem Handel mit auf der Insel vertriebenen Flaschen aber keinen Abbruch tut.
Madeira-Soleras können großartige Weine hervorbringen, die in Einzelfällen in ihrer Komplexität sogar die der Vintage-Madeiras übertreffen können.
Colheita
Seit wenigen Jahren werden, ähnlich wie beim Portwein, auch Colheitas erzeugt. Das sind Weine, die zu mindestens 85 % aus derselben Weinlese und zu mindestens 85 % aus nur einer der empfohlenen oder genehmigten Rebsorten erzeugt wurden. Lagerung mindestens fünf, höchstens zwanzig Jahre. Theoretisch ist es möglich, dass ein Wein, der als Colheita begonnen wurde, sich im Laufe seiner Reifung als so qualitativ hochwertig herausstellt, dass er als Vintage Madeira fortgeführt werden kann.
Vintage Madeira (Frasqueira)
Der Vintage (= Jahrgang) Madeira trägt eine Jahreszahl auf der Flasche und enthält ausschließlich Wein aus diesem Jahrgang und aus einer Rebsorte. Vintage Madeiras gelten als die edelsten Madeiras. Sie werden mindestens 20 Jahre im Fass gelagert, bevor sie auf Flaschen gefüllt und weitere 2 Jahre gelagert werden, bevor sie schließlich verkauft werden. Der Jahrgang und das Abfülldatum sind anzugeben. Die meisten Vintage Madeiras lagern allerdings viel länger im Fass, zum Teil mehr als hundert Jahre. Die lange Lagerung im Fass führt zu einer (gewünschten) Oxidation und Konzentration der Weine durch Verdunstung. Diese Weine sind nahezu unbegrenzt haltbar und Weine aus dem 18. Jahrhundert bieten heute noch einen unvergleichlichen Trinkgenuss.
Harvest Vintage
Ein neuer Typ von Madeira mit fünf bis zehn Jahren Fasslagerung. Diese Weine sind nicht unbedingt zur langen Lagerung gemacht.
Vinho Da Roda oder Vinho Da Torno oder Vinho Da Volta
Dieser Typ wird nicht mehr produziert. Es handelte sich hierbei um Madeiraweine, die im Schiff über den Äquator gebracht wurden. Der letzte Erzeuger, der diese Praxis praktizierte war Shortridge Lawton. Sehr rar, meist sehr teuer.

## Kontrolle
Die Herstellung des Weines von der Kultivierung im Weinberg, über die Lese, die Gärung, die Reifung im Fass oder der Estufa, bis hin zur Abfüllung untersteht der Kontrolle des IVBAM, des Instituto do Vinho, do Bordade e do Artesanato da Madeira. Dieses Institut ging aus der Junta Nacional do Vinho hervor, dem sogenannten Weinrat, der 1979 in Instituto do Vinho da Madeira (IVM) umbenannt wurde. Während das IVM nur für den Wein zuständig war, und für Stickerei und Korbflechten jeweils eigene Kontrollgremien existierten, beaufsichtigt das IVBAM heute alle drei Produktionszweige.

## Fälschungen
Es gibt Fälschungen, welche vorwiegend aus Spanien stammen. Auffällig an ihnen sind häufig die spanisch klingenden Herstellernamen.

## Lagerung
Madeira ist vermutlich der einzige Wein, der stehend gelagert werden sollte. Der minimale Gasaustausch tut dem Wein gut und erhält den oxidierten Geschmack. Trotzdem sollte er unbewegt in einem dunklen und kühlen Ambiente mit eher hoher Luftfeuchtigkeit gelagert werden. Eine Neuverkorkung ist nach spätestens 40 Jahren ratsam.

## Hersteller und Marken
- ABSL (Artur de Barros e Sousa, Lda.)
- AO-SM (Anibal D’Oliveira aus Sao Martinho)
- Barros, Almeida & Co (MWC)
- Blandy’s Madeiras Lda. (MWC)
- Borges Sucrs. Lda./H. M. & Borges Madeira Lda./HMB
- Broadbent Selections Inc.
- Companhia Vinicola da Madeira
- Cossart Gordon Lda. (MWC)
- CVM (Companhia Vinicola da Madeira)
- Funchal Wine Co. (MWC)
- H & H/Henriques & Henriques
- Justino Henriques Filhos, Vinhos
- Kopke, C. N.
- Leacock & Co (MWC)
- Lomelino
- Luiz Gomes
- Madeira Wine Association/MWA
- Madeira Wine Company/MWC
- Madeira Wine Institute (Instituto do Vinho da Madeira, IVM)
- Manuel de Sousa Herdreiros LDA.
- Miles Madeira (MWC)
- Nieport
- D’Oliveiras, Aníbal
- Power Drury (Power’s)
- Royal Madeira Company (MWC)
- Rutherford & Miles (MWC)
- Sandeman
- Vinhos Justino Henriques, Filhos, Lda./VJH
- Vinhos Barbeito Lda.Funchal

## Oxidative Weine
Weitere bekannte oxidative Weine sind: Gletscherwein, Portwein, Sherry, Marsala und Vin Jaune.

## Zitat
„Der einfachste Weg für Besucher, einen genauen Überblick über die Vielfalt der Bouquets und Körper von Madeira-Weinen zu bekommne, ist ein Besuch in der armazem, einer der großen Exporteure in Funchal. Dort kann man eine vergnügliche Stunde an der Bar in einem Raum voller alter Fässer verbringen, in denen ein Jahrhundert alte Jahrgänge aufbewahrt werden und sich über die verschiedenen Herstellungstechniken von einem Barmann unterrichten lassen, der nicht anschreiben muss, denn alle Drinks gehen auf Haus.“